# Imperva
Imperva, Inc. — американська компанія з програмного забезпечення та послуг кібербезпеки, яка забезпечує захист корпоративних даних і програмного забезпечення. Штаб-квартира компанії знаходиться в Сан-Матео, Каліфорнія.
Французька мультінаціональна група Thales Group придбала компанію приблизно за 3,6 мільярда доларів у приватної інвестиційної компанії Thoma Bravo у 2023 році.

## Історія
Imperva, яка спочатку називалася WebCohort, була заснована у 2002 році Шломо Крамером, Аміхаєм Шульманом і Мікі Будаеї. Наступного року компанія випустила свій перший продукт, SecureSphere Web Application Database Protection, брандмауер вебзастосунків. У 2004 році компанія змінила назву на Imperva.
У 2011 році Imperva стала публічною і була зареєстрована на Нью-Йоркській фондовій біржі (NYSE: IMPV). У серпні 2014 року призначив Ентоні Беттанкура став генеральним директором Imperva. У 2016 році компанія опублікувала безплатний сканер, призначений для виявлення пристроїв, заражених ботнетом Mirai або вразливих до нього.
У лютому 2017 року Imperva продала Skyfence компанії Forcepoint за 40 мільйонів доларів. У серпні 2017 року компанія призначила Кріса Хайлена, колишнього генерального директора Citrix GetGo, новим президентом і генеральним директором. Її колишній генеральний директор Ентоні Беттанкур пішов у відставку з посади голови ради директорів у лютому 2018 року. У 2018 році Imperva виявила помилку в Google Chrome, яка дозволяла зловмисникам викрадати інформацію за допомогою тегів HTML для аудіо- та відеофайлів.
У 2019 році Imperva була придбана приватною інвестиційною компанією Thoma Bravo. Того ж року Imperva зазнала власного порушення, коли повідомила клієнтів про те, що дізналася про інцидент з безпекою, який призвів до витоку конфіденційної інформації деяких користувачів Incapsula. Генеральний директор Кріс Хайлен залишив компанію в жовтні 2019 року, а Тома Браво, голова правління Чарльз Гудмен, став тимчасовим генеральним директором. У січні 2020 року Imperva призначив Пем Мерфі новим генеральним директором.
У липні 2023 року Imperva погодилася на придбання французькою транснаціональною компанією Thales Group за 3,6 мільярда доларів. Придбання було завершено 4 грудня 2023 року.

### Придбання
У 2014 році Imperva придбала всі акції Incapsula, стартапу з безпеки хмарних додатків SkyFence, а також активи з аудиту безпеки мейнфреймів у режимі реального часу від Tomium Software. У лютому 2017 року компанія придбала компанію Camouflage, яка займається маскуванням даних.
У серпні 2018 року Imperva придбала Prevoty, компанію, що займається самозахистом програм (RASP). У липні 2019 року компанія придбала Distil Networks за її можливості керування ботами. У жовтні 2020 року Imperva придбала стартап із безпеки баз даних jSonar за нерозголошену суму.

### Послуги
Стек програмного забезпечення Imperva містить продукти для захисту програм і даних. Він забезпечує багаторівневий захист, щоб гарантувати, що вебсайт компанії розташований локально, у хмарі або в гібридному середовищі. Програмне забезпечення безпеки додатків включає брандмауер вебзастосунків (WAF), захист від DDoS, самозахист додатків під час виконання (RASP), безпеку API, керування ботами, захист від захоплення облікового запису (ATO), аналітику атак і доставку додатків; а програмне забезпечення безпеки даних включає моніторинг активності даних (DAM), аналіз ризиків даних, маскування даних, виявлення та оцінку та безпеку файлів.

## Нагороди та визнання
У 2013 році Imperva другий рік поспіль отримала премію Frost & Sullivan за лідерство на ринку вебдодатків у Південно-Східній Азії. У 2016 році Imperva отримала нагороду ICSA Labs Excellence in Information Security Testing Award. У 2017 році Imperva була включена до списку CRN Security 100 як один із найкрутіших постачальників систем керування ідентифікацією та захисту даних. У 2018 році клієнти визнали брандмауер вебзастосунків Imperva одним із найкращих WAF року в рейтингу Gartner Peer Insight Customer Choice. У 2019 році компанія Frost & Sullivan визнала Imperva найкращим постачальником WAF в Азійсько-тихоокеанському регіоні. У 2020 році компанію сьомий рік поспіль визнали лідером у Magic Quadrant Gartner для WAF.